# 寻雾启示
《寻雾启示》是大陆男歌手许嵩在2010年发布的他的第二张音乐专辑。这张专辑中所有曲目的词曲全部由他亲自创作。许嵩自己对“寻雾启示”标题的解释是：“其实，我们每个人都在生活中寻找着，又在寻找中生活着；身边很多看似美丽的事物和雾一样，看得见却让人抓不住；所谓人生的进阶与历练，可能正是要在经历得失与悲喜之后，方能得到启示。”
该专辑首波主打歌《叹服》，由许嵩一手包办词曲及监制的作品秉承其一贯风格，R&B的律动、慵懒伤感的人声、煽情的弦乐、冷峻得可以用触目惊心来形容的歌词，这些元素拼合成为许嵩独特的音乐标识，细腻投入的演唱较之其以往作品更加让人过耳难忘。

## 曲目
全碟詞曲：許嵩

| 曲目 | 标题                         | 编曲   | 时长 |
| ---- | ---------------------------- | ------ | ---- |
| 1    | 叹服                         | 杨阳   | 4:19 |
| 2    | 灰色头像                     | 杨阳   | 4:48 |
| 3    | 我无所谓                     | 覃桢   | 3:07 |
| 4    | 庐州月                       | 许嵩   | 4:13 |
| 5    | 不煽情                       | 朱金泰 | 5:14 |
| 6    | 我们的恋爱是对生命的严重浪费 | 杨阳   | 3:30 |
| 7    | 白马非马                     | 许嵩   | 4:42 |
| 8    | 单人旅途                     | 覃桢   | 4:46 |
| 9    | 在那不遥远的地方             | 杨阳   | 3:44 |